# Волоковское сельское поселение
Волоковское сельское поселение — муниципальное образование в составе Смоленского района Смоленской области России.
Административный центр — деревня Волоковая.

## Географические данные
- Общая площадь: 194,88 км²
- Расположение: западная часть Смоленского района
- Граничит:
  - на севере — с Лоинским сельским поселением.
  - на северо-востоке — с Касплянским сельским поселением
  - на востоке — с Новосельским сельским поселением
  - на юго-востоке — с Дивасовским сельским поселением
  - на юге — с Гнёздовским сельским поселением
  - на юго-западе — со Сметанинским сельским поселением
  - на западе — с Руднянским районом
- По территории поселения проходит железная дорога: Смоленск — Витебск (станций нет).
- Крупные реки: Удра, Клёц, Каспля.

## История
Образовано 2 декабря 2004 года.

## Население
| 2007 | 2011 | 2012 | 2013 | 2014 | 2015 | 2016 |
| ---- | ---- | ---- | ---- | ---- | ---- | ---- |
| 738  | ↘653 | ↗661 | ↘648 | ↗660 | ↘655 | ↗660 |
| 2017 | 2018 | 2019 | 2020 | 2021 |      |      |
| ↘640 | ↗643 | ↘642 | ↘639 | ↘627 |      |      |

## Населённые пункты
В сельское поселение входят 25 населённых пунктов:
| №  | Населённый пункт | Тип     | Население (чел.) |
| -- | ---------------- | ------- | ---------------- |
| 1  | Андроново        | деревня | 52               |
| 2  | Бороденки        | деревня | 0                |
| 3  | Буда             | деревня | 0                |
| 4  | Волоковая        | деревня | 275              |
| 5  | Вортихово        | деревня | 0                |
| 6  | Гаврики          | деревня | 5                |
| 7  | Гвоздевицы       | деревня | 0                |
| 8  | Гончары          | деревня | 4                |
| 9  | Горбуны          | деревня | 16               |
| 10 | Заборье          | деревня | 10               |
| 11 | Залоинка         | деревня | 5                |
| 12 | Замощье          | деревня | 203              |
| 13 | Зарубинки        | деревня | 25               |
| 14 | Зыки             | деревня | 5                |
| 15 | Костричено       | деревня | 5                |
| 16 | Мокрушино        | деревня | 5                |
| 17 | Орловка          | деревня | 1                |
| 18 | Пилички          | деревня | 4                |
| 19 | Плехтино         | деревня | 1                |
| 20 | Пожевское        | деревня | 3                |
| 21 | Семехи           | деревня | 15               |
| 22 | Смолино          | деревня | 0                |
| 23 | Соболи           | деревня | 0                |
| 24 | Стрыги           | деревня | 14               |
| 25 | Тюли             | деревня | 3                |

### Упразднённые населённые пункты
- деревня Саленки (2001)[14]

## Руководство
Главой поселения и Главой администрации является Лонщаков Олег Александрович